# Оксеншерна, Ева Магдалена
Ева Магдалена Оксеншерна (швед. Eva Magdalena Oxenstierna, полное имя Eva Magdalena Bengtsdotter Oxenstierna af Korsholm och Wasa; 1671—1722) — шведская дворянка, графиня.

## Биография
Родилась 22 января 1671 года в городе Лидчёпинге лена Скараборг в семье президента Канцелярии Бенгта Оксеншерна и его жены Магдалены Стенбок.

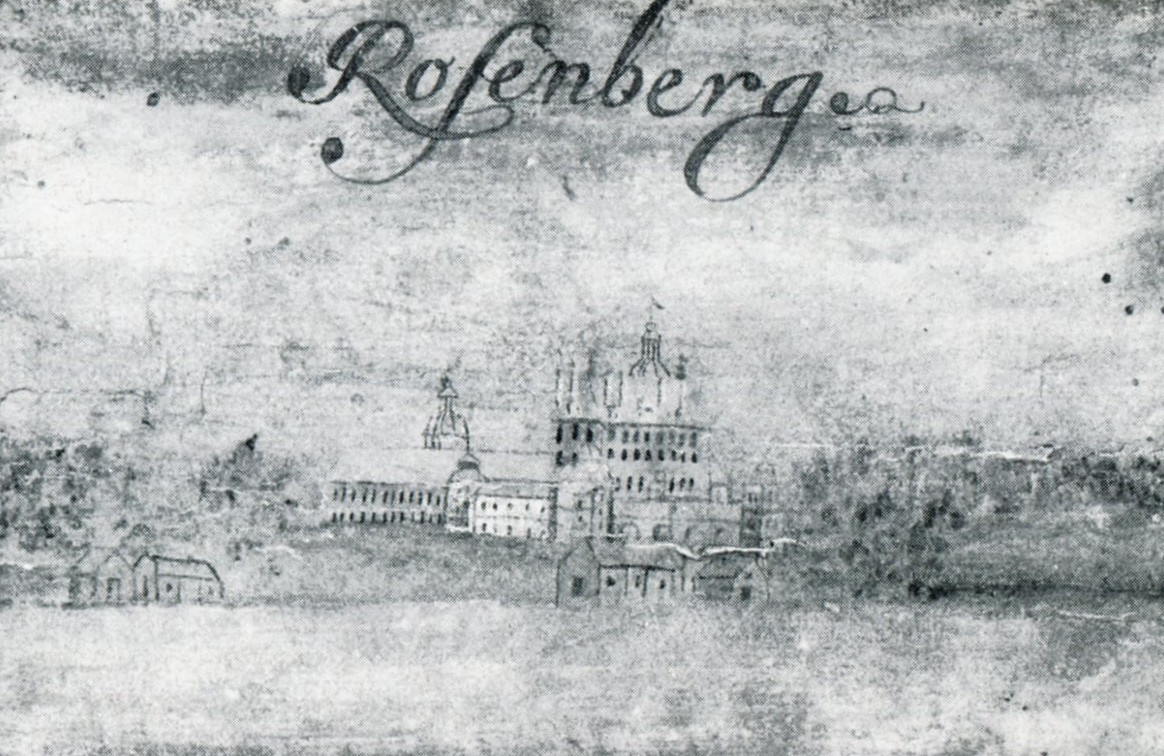
Розербергский дворец, 1689 год

Она выросла в замке Розерсберг. У Евы было хорошее образование и она говорила на нескольких языках, что было достаточно редким явлением для женщин того времени. 
23 марта 1690 года она вышла замуж за двоюродного брата своей матери Магнуса Стенбока, на её свадьбе присутствовали члены королевской семьи. Так как Магнус был военным (стал шведским фельдмаршалом), он много времени провёл за границей, участвуя в военных кампаниях Карла XII: они прожили вместе почти восемь лет из 27 лет совместной жизни. Несмотря на это у них в семье родилось 11 детей. 
Много писем, которые супруги отправляли друг другу, находясь в разлуке, сохранились по настоящее время.  В мае 1713 года при капитуляции Тённинга Магнус Стенбок со всем войском попал в плен к датчанам. Ева Магадалена пыталась освободить его, обращаясь даже к шведскому королю, но этого ей не удалось. Стенбок умер в датской крепости города Фредериксхавн в 1717 году, в 1722 году был перезахоронен в Уппсальском соборе. 
Умерла 11 мая 1722 года в городе Хальмстаде и тоже была похоронена в Уппсальском соборе.
В 1913—1914 годах в Швеции была издана переписка Магнуса Стенбока с его женой Евой Магдаленой Оксеншерной (Magnus Stenbock och Eva Oxenstierna. En brefväxling. — Stockholm, 1913—1914).

### Семья

Ева Магдалена Оксеншерна

Дети Евы Оксеншерна и Магнуса Стенбока:
- Gösta Otto Stenbock (1691—1693)
- Ulrika Magdalena Stenbock (1692—1715)
- Bengt Ludvig Stenbock (1694—?)
- Fredrik Magnus Stenbock (1696—?)
- Johan Gabriel Stenbock (1698—1699)
- Carl Stenbock (1701—?)
- Erik Stenbock (1706—1706)
- Johan Stenbock (1709—1754)
- Eva Charlotta Stenbock (1710—1785)
- Gustaf Leonard Stenbock (1711—1758)
- Carl Fredrik Stenbock (?—1700)